# 813
Évszázadok: 8. század – 9. század – 10. század
Évtizedek: 760-as évek – 770-es évek – 780-as évek – 790-es évek – 800-as évek – 810-es évek – 820-as évek – 830-as évek – 840-es évek – 850-es évek – 860-as évek
Évek: 808 – 809 – 810 – 811 –  812 – 813 – 814 – 815 – 816 – 817 – 818

## Események

### Európa
- Az év elején bolgár portyázók betörnek bizánci területre, de visszaverik őket. I. Mikhaél császár a sikeren felbátorodva nagy sereget gyűjt és a bolgárok ellen vonul. Adrianopolisz közelében találkozik Krum kánnal, de két hétig egyik fél sem támad. A túlerőben lévő bizánciak végül csatát kezdeményeznek, de súlyos vereséget szenvednek. A Konstantinápolyba visszamenekülő Mikhaélt lemondásra kényszerítik és kolostorba zárják, a trónt hadvezére, Örmény León foglalja el. Krum Konstantinápoly elé vonul és tárgyalásokat kezdeményez. León elfogadja ajánlatát, de a megbeszélések közben íjászokkal megpróbálja meggyilkoltatni a kánt, ám nem jár sikerrel. Krum egész Kelet-Trákiát feldúlja, ostrommal elfoglalja Adrianopoliszt és tízezer lakosát áttelepíti a Dunától északra.
- Az idős és beteg Nagy Károly frank császár társuralkodójává koronáztatja egyetlen életben maradt törvényes fiát, Jámbor Lajost.
- A tours-i zsinaton elrendelik, hogy a Frank Birodalomban "vidéki római nyelven" vagy németül prédikáljanak a papok, hogy a nép megértse őket. Ez az első utalás a klasszikus latintól eltérő francia nyelvre.
- Az asztúriai Pelayo remete felfedezi idősebb Jakab apostol, valamint két tanítványa, Theodorosz és Athanasziosz sírját. A helyszínen II. Alfonz király kápolnát építtet.
- Gudfred volt dán király Svédországba menekült öt fia visszatér Dániába és csatában legyőzik rokonaikat, Harald Klak és Reginfrid társkirályokat.

### Abbászida Kalifátus
- Al-Mamún seregei egy éves ostrom után elfoglalják Bagdadot. Öccsét, al-Amín kalifát menekülés közben elfogják és lefejezik. Al-Mamún kalifává kiáltja ki magát.

## Születések
- Mózes bar Képha, szír ortodox püspök
- Theophilosz, bizánci császár

## Halálozások
- szeptember 27. – al-Amín, abbászida kalifa

## Fordítás
- Ez a szócikk részben vagy egészben  a(z)   813 című angol Wikipédia-szócikk ezen változatának fordításán alapul.  Az eredeti cikk szerkesztőit annak laptörténete sorolja fel. Ez a jelzés csupán a megfogalmazás eredetét és a szerzői jogokat jelzi, nem szolgál a cikkben szereplő információk forrásmegjelöléseként.